# Tervel (ort)
Tervel (bulgariska: Тервел) är en ort i Bulgarien.   Den ligger i kommunen obsjtina Tervel och regionen Dobritj, i den nordöstra delen av landet, 300 km öster om huvudstaden Sofia. Tervel ligger 229 meter över havet och antalet invånare är 6 808.
Terrängen runt Tervel är platt. Runt Tervel är det ganska glesbefolkat, med 36 invånare per kvadratkilometer.. Det finns inga andra samhällen i närheten.
Trakten runt Tervel består till största delen av jordbruksmark.